# Дружба (Нікопольський район)
Дру́жба — село в Україні, у Нікопольському районі Дніпропетровської області. Входить до складу Першотравневської сільської громади.
Колишній орган місцевого самоврядування — Криничуватська сільська рада. Населення —0 мешканці.

## Географія
Село Дружба знаходиться на відстані 1,5 км від села Охотниче. Селом протікає річка Балка Жидівська.

## Історія
12 червня 2020 року, відповідно до розпорядження Кабінету Міністрів України № 709-р від «Про визначення адміністративних центрів та затвердження територій територіальних громад Дніпропетровської області», увійшло до складу Першотравневської сільської громади.
19 липня 2020 року, в результаті адміністративно-територіальної реформи і ліквідації Нікопольського району(1923—2020), село увійшло до складу новоутвореного Нікопольського району.